# Tiny Kox
Martinus Josephus Maria (Tiny) Kox (ur. 6 maja 1953 w Zeelst, część Veldhoven) – holenderski polityk, prawnik i samorządowiec, senator, sekretarz generalny Partii Socjalistycznej w latach 1993–2003, od 2022 do 2024 przewodniczący Zgromadzenia Parlamentarnego Rady Europy.

## Życiorys
Od 1970 do 1973 kształcił się w zakresie ekonomii i prawa w School voor Hoger Economisch en Administratief Onderwijs w Eindhoven, w 1975 uzyskał tytuł licencjata (kandidaats) z prawa na Tilburg University. Następnie do 1982 pracował jako koordynator w centrum pomocy prawnej w Tilburgu i w urzędzie miejskim w Oosterhout.
W 1975 został działaczem Partii Socjalistycznej, był m.in. redaktorem naczelnym partyjnej gazety „De Tribune” (1981–1994) i sekretarzem generalnym PS (1993–2003). Od 1982 do 1999 zasiadał w radzie miejskiej Tilburga. W 2003 został po raz pierwszy wybrany do Eerste Kamer, uzyskiwał reelekcję w 2007, 2011, 2015 2019 i 2023, w 2007 objął kierownictwo w senackiej frakcji socjalistów. Nieprzerwanie od 2003 zasiadał w Zgromadzeniu Parlamentarnym Rady Europy, szefując grupie zjednoczonej lewicy europejskiej. Uczestniczył jako szef misji w kilku misjach obserwacyjnych wyborów, był także inicjatorem przyznania Palestynie statusu obserwatora w tym gremium.
24 stycznia 2022 w ramach porozumienia głównych frakcji objął funkcję przewodniczącego Zgromadzenia na dwuletnią kadencję. Pełnił tę funkcję do 24 stycznia 2024. We wrześniu 2022 pojawiły się wobec niego medialne oskarżenia o kontakty z agentem rosyjskiego GRU i sprzyjanie rosyjskim wpływom. W lutym 2024 zrezygnował z mandatu senatora.

## Życie prywatne
Żonaty, ma dwóch synów.